# Легат Исидоре Секулић
Легат Исидоре Секулић је посебан, пошто је позната књижевница, усменом жељом, која је касније одлуком Другог среског суда у Београду и законски потврђена, оставила своју личну библиотеку Универзитетској библиотеци Светозар Марковић.

## Историја
Исидора Секулић била је српска књижевница, академик и прва жена члан Српске академије наука и уметности.
У оквиру фонда Универзитетске библиотеке Светозар Марковић у Београду, са ознаком ПБ20, налази се легат, као и Спомен-соба Исидоре Секулић.
Исидора Секулић није хтела да остави писани тестамент, нити било какву опоруку. Своју последњу жељу изјавила је пред блиским пријатељима, међу којима су били: Ели Финци, Васко Попа, Миодраг Павловић и Живорад Стојковић. На основу решења Другог среског суда у Београду, Универзитетска библиотека Светозар Марковић добила је заоставштину Исидоре Секулић, и то:
- Библиотеку
- Збирку рукописа
- 21 уметничку слику
- Намештај радне собе са писаћом машином и
- Личне предмете

Ова библиотека броји близу 2.000 наслова у преко 3.000 свезака књига и осамдесетак наслова разних часописа.

## О легату
У Библиотеци се налазе, поред дела аутора и оргинална издања страних аутора које је преводила и дела других домаћих писаца. Књиге су углавном из области сликарства, језика, музике и историје филозофије. Збирка садржи рукописе, дактилографисане радове са исправкама и нека лична документа.
На сајту Универзитетска библиотеке налазе се дигитализовани рукописи Исидоре Секулић.

## Предмети из легата Исидоре Секулић
Међу предметима из легата налазе се:

### Признанице
Исидора је педантно чувала своје признанице, којих је било више од хиљаду. Доста новца издвајала је за претплату на стране часописе и књиге. Ту су још признанице о плаћеној струји, станарини, услуге димничара, куповина траке за машину, затим признанице о прилогу Српској православној цркви итд.

### Разгледнице
Поред књижевности, Исидорина велика љубав била су и  путовања са којих је доносила разгледнице. У збирци се налази 187 разгледница градова, катедрала и уметничких дела.

### Лични предмети
У збирци се од личних ствари налази пасош, рецепти, округле наочаре, кључ од радног стола, мала сребрна икона са приказом крштења, лупа за читање, слике са путовања и др.

### Уметничке слике
У спомен соби налазе се слике њених пријатеља и савременика: Милана Коњовића, Зоре Петровић, неколико акварела Александра Белића, Радовића, Емануела Видовића, као и цртеж Милене Павловић-Барили.

### Намештај радне собе
Намештај Спомен собе чини: стилски кожни табуре, четри кожне фотеље, секретер, ормар, сет малих столова, зидни сат, радио "Космај", лампа са извезеним абажуром, два месенгана чирака.

### Књиге са посветом
У легату се налази око 180 књига са посветом, међу којима су и посвете великих имена српске културе као што су: Иво Андрић, Милош Црњански, Александар Белић, Јован Дучић, Десанка Максимовић, Аница Савић-Ребац. 
На тридесетак књига налазе се и посвете страних писаца.

### Исидорине белешке
На маргинама појединих књига Исидора је остављала и своје белешке писане обичном оловком.

## Галерија
- Зграда легата Исидоре Секулић
- Табла са натписом
- Писаћи прибор Исидоре Секулић
- Исидора Секулић посвета Миодрагу Павловићу
- Легат Исидоре Секулић
- Спомен соба Исидоре Секулић